# 萨嘎县
萨嘎县（藏語：ས་དགའ་རྫོང，威利转写：sa dga' rdzong，藏语拼音：Saga Zong）是中华人民共和国西藏自治区日喀则市下属的一个县；藏语中意思是“可爱的地方”。县人民政府駐加加镇。

## 歷史
公元1354年帕木竹巴王朝建立了“萨嘎敦巴宗”，宗政府在萨嘎。1974年10月14日县政府正式迁至加加鎮。
1961年10月25日，西藏军区边防五团副团长盛永琛在一个加强班护卫下去拉萨开会，驶至扎东地区牛库（现拉藏乡）附近遭伏击，盛永琛以下11人阵亡，还被劫走大批文件。1963年，边防五团运输队在给贡当边防队送完给养返回强拉山时遭袭击，18名战士阵亡17人，幸存1人。

## 人口
根据第七次人口普查数据，截至2020年11月1日零时，萨嘎县常住人口为16220人。

## 行政区划
萨嘎县下辖1个镇、7个乡：
加加镇、昌果乡、雄如乡、拉藏乡、如角乡、达吉岭乡、旦嘎乡和夏如乡。

## 交通
- 216国道、 219国道、 349国道